# 한국도자재단
한국도자재단은 1999년 3월 9일 한국도자문화의 발전을 선도하고 세계도자문화의 중심축을 경기도로 모으는데 기여하며, 도자문화의 생활화를 통하여 국민생활 환경개선과 지역경제 발전의 기틀을 마련하기 위해 설립되었다. 경기도 출자출연 기관으로 출범초기에는 세계도자기박람회조직위원회라는 임시조직으로 도자기엑스포 개최 및 운영만을 위한 조직에서 지금은 한국도자재단이라는 법인체로 변화하여 도예인지원의 역할과 기능이 확대되었다. 3개시에서 미술관 및 박물관이 포함한 도자테마파크를 운영하고 있다.
- 경기도 출자출연기관임에도 '한국'이라는 명칭을 사용하는 이유는 다음과 같다.

1. 전국 도예인의 절반이상 경기도 3개시에 집중(광주,여주,이천)
2. 국내 유일의 도자공예전문기관
3. 세계도자기엑스포, 세계도자비엔날레, 국제도자페어 등을 개최를 통해 경기도를 넘는 역할을 수행
경기도 산하기관이지만 한국도자문화산업 진흥을 위한 업무를 수행하고 있다. 정부가 하지 못하는 업무를 경기도에서 한국도자재단을 통해 도자문화산업을 이끌고 있다.

한국도자재단 위치
한국도자재단은 광주, 이천, 여주 등 여러곳에 분산되어 있다.
한국도자재단은 도자기 도예 문화 진흥을 위해 경기도에서 설립한 재단이다.